# Höllensturz

Pieter Bruegel der Ältere: Sturz der gefallenen Engel, Gemälde von 1562

Der Höllensturz, auch Engel(s)sturz genannt, ist ein zentrales Motiv hauptsächlich der christlichen Eschatologie sowie der Ikonografie der christlichen Kunst.

## Bedeutung
Unter Höllensturz werden drei grundsätzlich zu unterscheidende Vorgänge verstanden:

### Gefallener Engel
Im Neuen Testament, in christlichen Interpretationen des Alten Testaments sowie in apokryphen Büchern und im Koran ist die Vorstellung eines abtrünnigen Engels verbreitet. Der Engel wird für seine Auflehnung mit der Vertreibung aus dem Himmel durch Gott und seine übrigen Engel bestraft. Häufig wurde dieser gefallene Engel dann mit Luzifer, Iblis, Samael oder dem personifizierten Bösen, mit dem Titel Satan, dem Teufel, in Verbindung gebracht, der nach Lk 10,18  ebenfalls „vom Himmel gefallen“ sein soll.
Als Gründe für den Fall des Engels werden genannt:
- Streben nach Gottgleichheit: Im Buch Jesaja (14,12–14 EU) wird der König von Babylon – in christlichen Interpretationen mit einem Engel identifiziert – angesprochen, der sich über Gott erheben wollte und dafür in die Hölle fuhr. – Im Umm al-kitāb, einem ismailitischen Werk, aus dem 8. Jahrhundert, stellt sich der Erzengel Asasel, aufgrund seiner Fähigkeit eigene Welten zu erschaffen, Allah gleich. Dieser entzieht dem Engel seine geliehenen Kräfte und verbannt ihn in die niederen Sphären, bis er auf Erden endet.[3] Auch die Koranexegese ergänzt die Sünde des gefallenen Engels Iblis, der sich nach der koranischen Erzählung weigerte vor Adam zu verneigen, um den Anspruch der Göttlichkeit. Allerdings erhob sich Iblis nicht gegen Gott, sondern beanspruchte göttliche Autorität, indem er die Sünder dazu einlädt seinen Anweisungen statt denen Allahs zu folgen.[4]
- Stolz: Ezechiel (28,12–18 EU) erwähnt in seiner Strafpredigt gegen den König von Tyros einen „glänzenden, schimmernden Cherub“, dessen „Herz sich hob ob seiner Schönheit“. Daraufhin entweihte er durch „Missetat“ und „unrechten Handel“ sein Heiligtum.
- Weigerung, dem Menschen Respekt zu bezeugen: Nach anderer Lehre gebot Gott nach Erschaffung des Menschen seinen Engeln, vor diesem niederzuknien. Einige Engel aber weigerten sich, da der Mensch aus niedrigerem Stoff gemacht sei als sie selbst. Biblische Belege für diese Version gibt es nicht. Ihren Ursprung hat sie vielmehr wahrscheinlich im Leben Adams und Evas,[5] einem apokryphen Text aus dem 1. Jahrhundert nach Christus. In ihm bekennt der Teufel gegenüber Adam, er hasse die Menschen deshalb, weil er ihretwegen aus dem Himmel vertrieben worden sei. Im Bartholomäusevangelium, einem apokryphen Evangelium, wird beschrieben, dass der Satan sich aufgrund seiner Erschaffung aus Feuer weigert, den aus Materie erschaffenen Menschen zu ehren. Das taucht auch im Koran auf. In Sure 38,72 verweigert Iblis dem Menschen seine Reverenz, da er aus Feuer, der Mensch aber nur aus Lehm geschaffen sei; daraufhin wird er verbannt.
- Willensfreiheit: Nach dem Kirchenvater Origenes verleitete die ihnen eingeräumte Willensfreiheit einige Engel dazu, sich mehr und mehr von Gott zu entfernen. Einige wurden dadurch zu Menschen oder gar zu Dämonen und mussten deshalb aus dem Himmel vertrieben werden – nicht ohne die Möglichkeit zu haben, durch Tugend und gottgefälliges Leben dorthin zurückzukehren. Origenes wurde u. a. wegen dieser Lehren beinahe als Häretiker exkommuniziert. Nach der Vorstellung von Augustinus von Hippo ist das Böse ein Resultat der Willensfreiheit, und somit besteht der Fall der Engel ebenfalls in ihrer freien Entscheidung zu sündigen. Die Sünde der Engel könne aber nur, da sie nach Augustinus geistige Wesen seien, im Geiste und nicht auf körperlicher Ebene erfolgen. Zudem gilt die Entscheidung der Engel als einmalig, weshalb die gefallenen Engel weder bereuen, noch die Engel Gottes sündigen können.[6]
- Lust: Nach dem apokryphen Buch Henoch ist es sexuelle Lust, die den Sturz der Engel herbeigeführt hat. Gott hatte die Grigori, eine bestimmte Engelgruppe, damit beauftragt, den Erzengeln bei der Schaffung des Gartens Eden zu helfen. Auf die Erde herabgestiegen, verliebten sie sich jedoch in die Menschentöchter, verrieten ihnen himmlische Geheimnisse und zeugten mit ihnen sogar Kinder, das Riesengeschlecht der Nephilim (vgl. hierzu auch Gen 6,1 EU). Darüber war Gott so erzürnt, dass er die Grigori aus dem Himmel verstieß, ihnen ihre Unsterblichkeit nahm und sie in Dämonen verwandelte. Die Sintflut sandte er nicht zuletzt, um das Geschlecht der Nephilim auszulöschen. – Eine ähnliche Geschichte findet sich in der islamischen Exegese in Bezug auf die im Koran genannten Engel Harut und Marut. Nachdem sie Allah baten, die Sündhaftigkeit der Menschen zu strafen, wurden sie in Menschengestalt auf die Erde gesandt. Dort verfielen sie, von der sexuellen Lust nach einer Frau verführt, selbst den Sünden Unzucht und Mord, woraufhin ihnen eine Rückkehr zum Himmel verweigert wurde.[7]

Diese Motive treten auch in gemischter Form auf, so zum Beispiel in John Miltons epischem Gedicht Paradise Lost. Dort rebellieren Satan und ein Drittel der Engel gegen Gott, nachdem dieser seinen Sohn als Herrscher eingesetzt hat. Satan und seine Verbündeten sind zu stolz, um sich der Herrschaft von Gottes Sohn unterzuordnen. Sie machen von ihrem freien Willen Gebrauch, verweigern Gott den Gehorsam und bereiten sich für einen Angriff vor. Daraufhin entbrennt ein drei Tage währender Kampf zwischen den gottestreuen Engeln und den Rebellen, an dessen Ende Gottes Sohn in Gottes Auftrag die ungehorsamen Engel aus dem Himmel vertreibt und sie in die Hölle stürzen lässt. Nach dem Fall rächt sich Satan, indem er die von Gott geliebten Menschen zum Essen der verbotenen Frucht vom Baum der Erkenntnis verführt.

### Sieg über den Teufel in der Apokalypse
Während in der christlichen Tradition die Geschichten von den gefallenen Engeln in grauer Vorzeit spielen und häufig mit der Erschaffung des Menschen in Zusammenhang stehen, kann sich das christliche Höllensturz-Motiv auch umgekehrt auf Vorgänge in der Apokalypse am Ende der Zeiten beziehen:
In der Offenbarung des Johannes (Offb 12,3 ff. ) erscheint ein Drache, der in Offb 12,9 ausdrücklich mit dem Teufel identifiziert wird, mit „sieben Häuptern und zehn Hörnern“, der mit seinem Schwanz ein Drittel der Sterne hinwegfegt und das Kind des Weibes zu verschlingen droht. Daraufhin entbrennt ein Kampf zwischen den Engeln und dem Drachen: „Da entbrannte im Himmel ein Kampf; Michael und seine Engel erhoben sich, um mit dem Drachen zu kämpfen. Der Drache und seine Engel kämpften, aber sie konnten sich nicht halten und sie verloren ihren Platz im Himmel. Er wurde gestürzt, der große Drache, die alte Schlange, die Teufel oder Satan heißt und die ganze Welt verführt; der Drache wurde auf die Erde gestürzt und mit ihm wurden seine Engel hinabgeworfen.“ 
In Offb 20,2 ff.  heißt es weiter: „Er überwältigte den Drachen, die alte Schlange – das ist der Teufel oder der Satan –, und er fesselte ihn für tausend Jahre. Er warf ihn in den Abgrund, verschloss diesen und drückte ein Siegel darauf, damit der Drache die Völker nicht mehr verführen konnte, bis die tausend Jahre vollendet sind. Danach muss er für kurze Zeit freigelassen werden … Wenn die tausend Jahre vollendet sind, wird der Satan aus seinem Gefängnis freigelassen werden. […] Und der Teufel, ihr Verführer, wurde in den See von brennendem Schwefel geworfen, wo auch das Tier und der falsche Prophet sind. Tag und Nacht werden sie gequält, in alle Ewigkeit.“

### Verdammung der Sünder beim Jüngsten Gericht
Daneben hat Höllensturz noch eine dritte Bedeutung: Sie bezieht sich nicht auf die Vertreibung des Teufels und seines Gefolges aus dem Himmel, sondern auf die Verdammung der Sünder beim Jüngsten Gericht. Sie stellt das Gegenstück zur Aufnahme der Gerechten ins Paradies dar.
Im Christentum ist die Idee insbesondere in Offb 20,12 ff.  verankert. Hiernach werden die Toten „gerichtet nach der Schrift in den Büchern, nach ihren Werken (…) Und so jemand nicht ward erfunden geschrieben in dem Buch des Lebens, der ward geworfen in den feurigen Pfuhl.“ Katholiken und Arminianer sehen die Hoffnung des Einzelnen auf Erlösung durch eigene Werke, mit den Gnadenmitteln der Kirche wie die Taufe, oder durch den eigenen Glauben und die Barmherzigkeit und Gerechtigkeit Gottes aufgrund der Freiheit des Menschen, sich für sein zukünftiges Schicksal eigenverantwortlich zu entscheiden. Calvin und Calvinisten (so unter anderem nach der Synode von Dordrecht) vertreten dagegen gestützt auf Augustinus’ Lehre, dass nur ein Teil der Menschheit von Anbeginn an von Gott zur Erlösung vorgesehen war und schließlich auch nur dieser Teil erlöst werden wird, während der Rest der Menschheit der ewigen Verdammnis in der Hölle anheimfällt. Diese Lehre wird abgekürzt mit dem Akronym TULIP (Total Depravity, Unconditional Election, Limited Atonement, Irresistible Grace, Perseverance of the Saints [völlige Verderbtheit, bedingungslose Erwählung, begrenzte Sühne, unwiderstehliche Gnade, Beharrlichkeit der Heiligen]). Dieser Teil wird nach der Prädestinationslehre „massa perditionis“ (lateinisch für ‚Masse [= Menschheit] der Verderbtheit und Verlorenheit‘) betitelt. Mit der Vorherbestimmungslehre ist auch die kirchliche Lehre der von Adam bewirkten Erbsünde aller Menschen (außer von Jesus und nach katholischer Lehre von Maria) im Paradies verbunden, die auch auf Augustinus zurückzuführen ist. Diese kann nur Jesus Christus, der christliche Glaube und/oder die verschiedenen kirchlichen Sakramente in der Taufe oder im abschließenden göttlichen Gericht zum Weltende beseitigen.
Im Islam finden sich ähnliche Gedanken u. a. in der 75. Sure des Korans (al-Qiyāma „Die Auferstehung“).
Weniger ausgeprägt ist die Scheidung in „Sünder“ und „Gerechte“ im Judentum. Nach jüdischer Lehre steht jeder Mensch mit grundsätzlich reiner Seele prinzipiell stets vor der Entscheidung zwischen „Gut“ und „Böse“. Das Verständnis der Sünde ist dementsprechend auch anders als im Christentum. „Sünder“ sind Menschen, die sich für das Böse entscheiden und nicht Gottes Gebote befolgen, also eher Ungehorsame. Gerechte sind die gottesfürchtigen und den Nächsten wie sich selbst liebende, ethisch handelnde Menschen; dies gilt grundsätzlich universell für alle Menschen, nicht nur für Juden. Im Judentum, das zwar ein Gehinnom, nicht aber eine Hölle im christlichen Sinne kennt, werden Verstöße gegen Gottes Gebot eher durch die „Trennung vom Volk“ bestraft (vgl. etwa Gen 17,14 , Ex 31,14 ) als durch die Verbannung an einen höllischen Ort der Gottferne. Das Judentum lehrt die universelle Möglichkeit der Umkehr und Sühne in Gottvertrauen auf die Liebe und Vergebung Gottes. Der jüdische Satan ist nur der Ankläger am göttlichen Gerichtshof, handelnd rein nach Gottes Befehl. Der jüdische Satan ist nicht der christliche Feind Gottes, der Gefallene Engel oder gar die Personifizierung des Bösen („das Böse“) schlechthin. Der jüdische Satan ist nicht der christliche Teufel, der in der christlichen Tradition seltener auch „Satan“ genannt wird.

## Darstellungen in der Kunst
Um 1500 schuf Albrecht Dürer innerhalb einer Serie über die Apokalypse einen Holzschnitt, der den Heiligen Michael gemeinsam mit anderen Engeln dabei zeigt, wie sie mit Schwertern, Lanzen und Bögen dem Teufel in Gestalt gehörnter und geflügelter Drachen zu Leibe rücken.
1562 entstand Pieter Brueghels Gemälde Der Sturz der rebellierenden Engel, das heute in den Musées royaux des Beaux-Arts in Brüssel hängt. Es zeigt die Engel Gottes in hellen Gewändern und schimmernden Rüstungen vor einer strahlenden Sonnenscheibe. Während die einen Posaunen blasen, hauen und stechen andere mit Schwertern und Lanzen auf allerlei teuflische Wesen mit grotesk verzerrten Gesichtern ein. In der Manier Hieronymus Boschs werden sie etwa als Salamander, Lurche, Fische oder Insekten dargestellt, die sich in ihrer Verzweiflung Gliedmaßen abbeißen, den mit Eiern gefüllten Bauch aufreißen oder einen Darmwind fahren lassen.
Eine weitere Ausführung des Themas wurde von Tintoretto 1592 gemalt und gelangte spätestens 1754 nach Dresden, wo es heute in der Galerie der Alten Meister hängt. Das Bild erscheint diagonal in zwei Hälften geteilt. Links unten drängen sich im Dunkel der als siebenköpfiger Drache dargestellte Teufel und feuerspeiende Furien. Den in strahlendes Licht getauchten rechten oberen Bildteil beherrschen indes die dynamische Figur des heiligen Michael, ein weiterer Engel sowie Gottvater und Maria auf der Mondsichel. Zentrales Verbindungsglied zwischen den beiden Bildhälften ist die diagonal nach unten stechende Lanze des Erzengels. Vereinzelt wird das Bild auch Tintorettos Sohn Domenico oder seiner Werkstatt zugeschrieben.
Als Ritter mit schimmernder Rüstung und wehendem rotem Mantel stellt Peter Paul Rubens den Erzengel Michael auf seinem in der Alten Pinakothek in München hängenden Gemälde Der Engelssturz dar. Beschirmt von Gottvater und unterstützt von weiteren, blitzeschleudernden Engeln stößt er ein schlangenartig gewundenes Ungeheuer in die Tiefe. Mit diesem stürzen aber auch von Teufel verführte Sünder, muskelbepackte, dramatisch verdrehte Leiber mit verzerrten Gesichtern.
Weitere bekannte Höllenstürze des Teufels stammen u. a. von Raffael (1518, Prado), Johann Michael Rottmayr (1697, Burgkapelle Tittmoning), Giuseppe Castiglione (18. Jahrhundert), William Blake (1826, Lithographie-Illustration zum Buch Hiob), Eugène Delacroix (1861, St-Sulpice de Paris), Gustave Doré (1865, Bibelillustration), Marc Chagall (1923–1947, Kunstmuseum Basel) und Mahbuba Maqsoodi (2019, saarländische Benediktinerabtei St. Mauritius Tholey).
Höllenstürze der Menschen (vgl. die dritte der o. g. Wortbedeutungen) sind meist nur als Teil von Darstellungen des Jüngsten Gerichts zu sehen, deren bekannteste die von Michelangelo in der Sixtinischen Kapelle in Rom von 1541 sein dürfte. Eine Ausnahme bildet Peter Paul Rubens’ Der Höllensturz der Verdammten von 1620, ebenfalls in der Alten Pinakothek in München. Das Gemälde bevölkern realistisch dargestellte und nach des Meisters Manier recht üppig ausgefallene menschliche Leiber. Die Farbflächen scheinen ineinanderzufließen und werden lediglich durch den stärker beleuchteten Korridor in der Bildmitte strukturiert. 1959 fiel das Werk einem Attentat mit Salzsäure zum Opfer, wurde aber erfolgreich restauriert.
Eine bekannte Darstellung des nicht dem Christentum, sondern der griechischen Mythologie zuzurechnenden Höllensturzes der Titanen stammt vom italienischen Manieristen Giulio Romano und befindet sich im Saal der Giganten im Palazzo del Te in Mantua.

Darstellungen in der Kunst (nach Jahr, ohne Zuordnung zu den drei Bedeutungen)
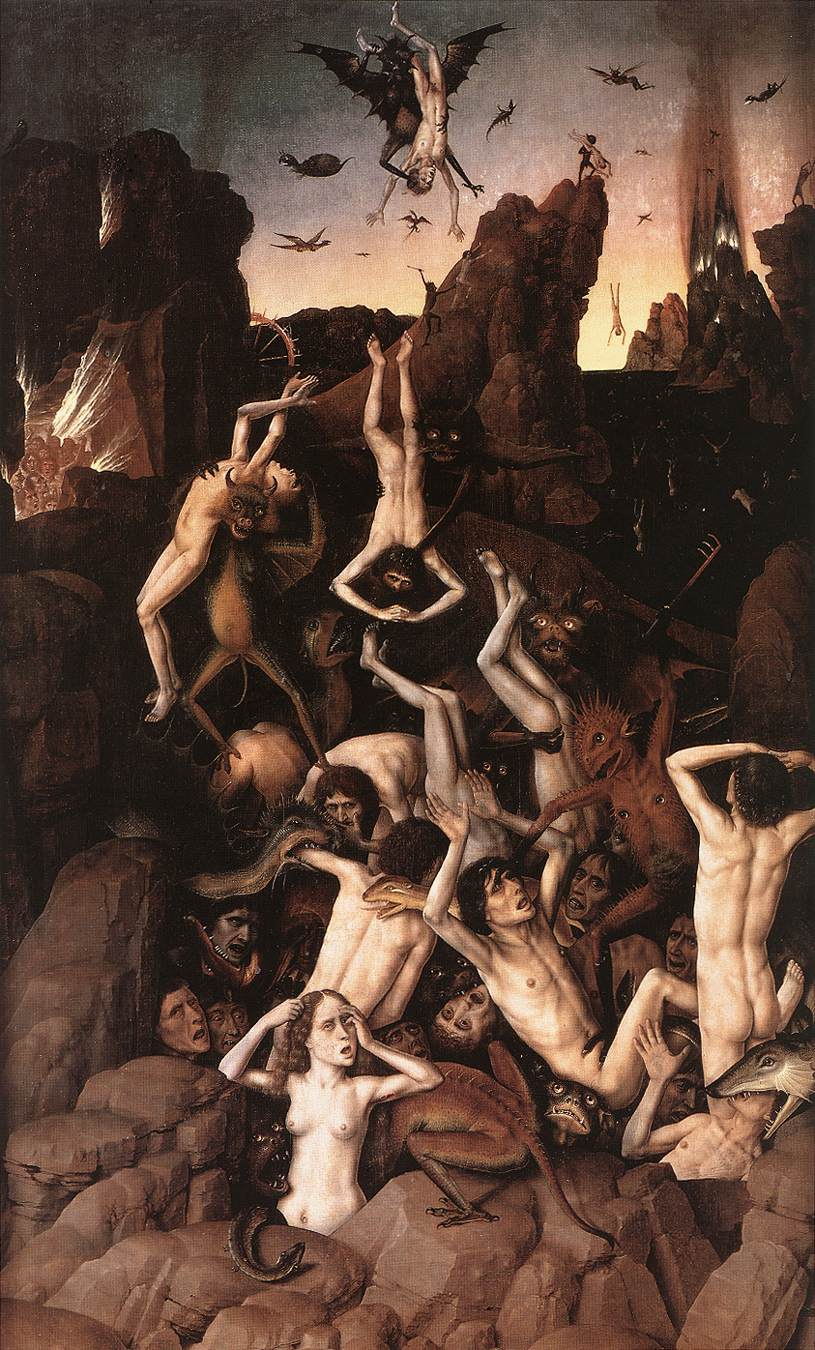
Dieric Bouts, Hölle, ca. 1450
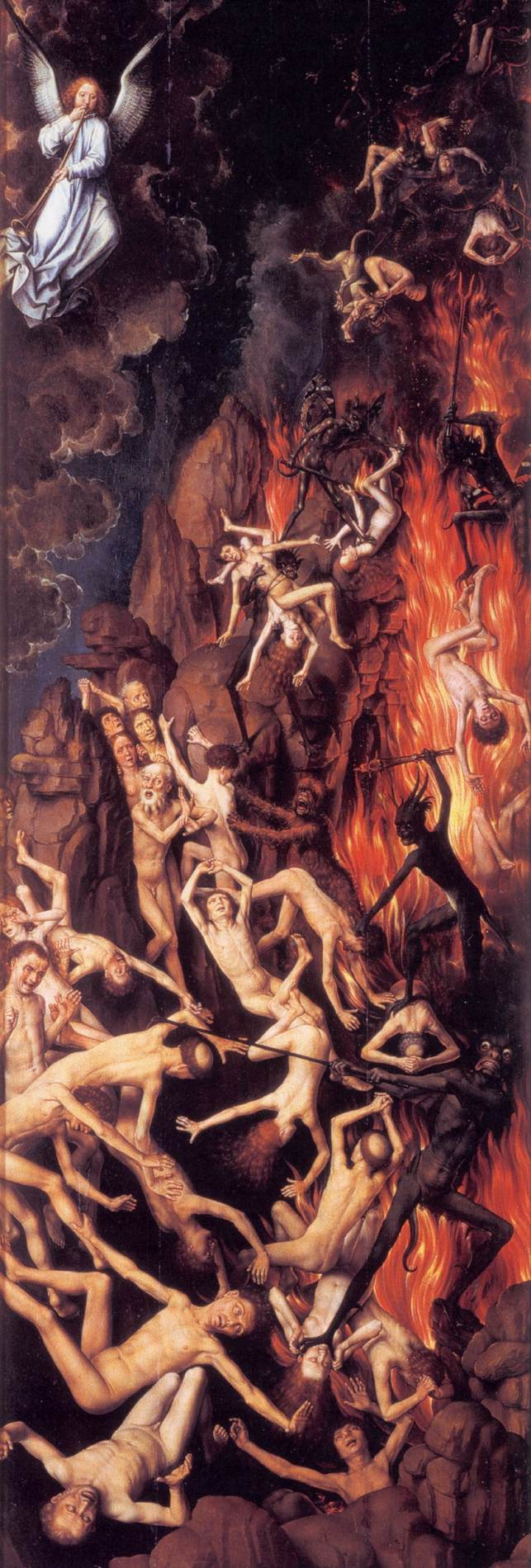
Hans Memling, ca. 1467–1471
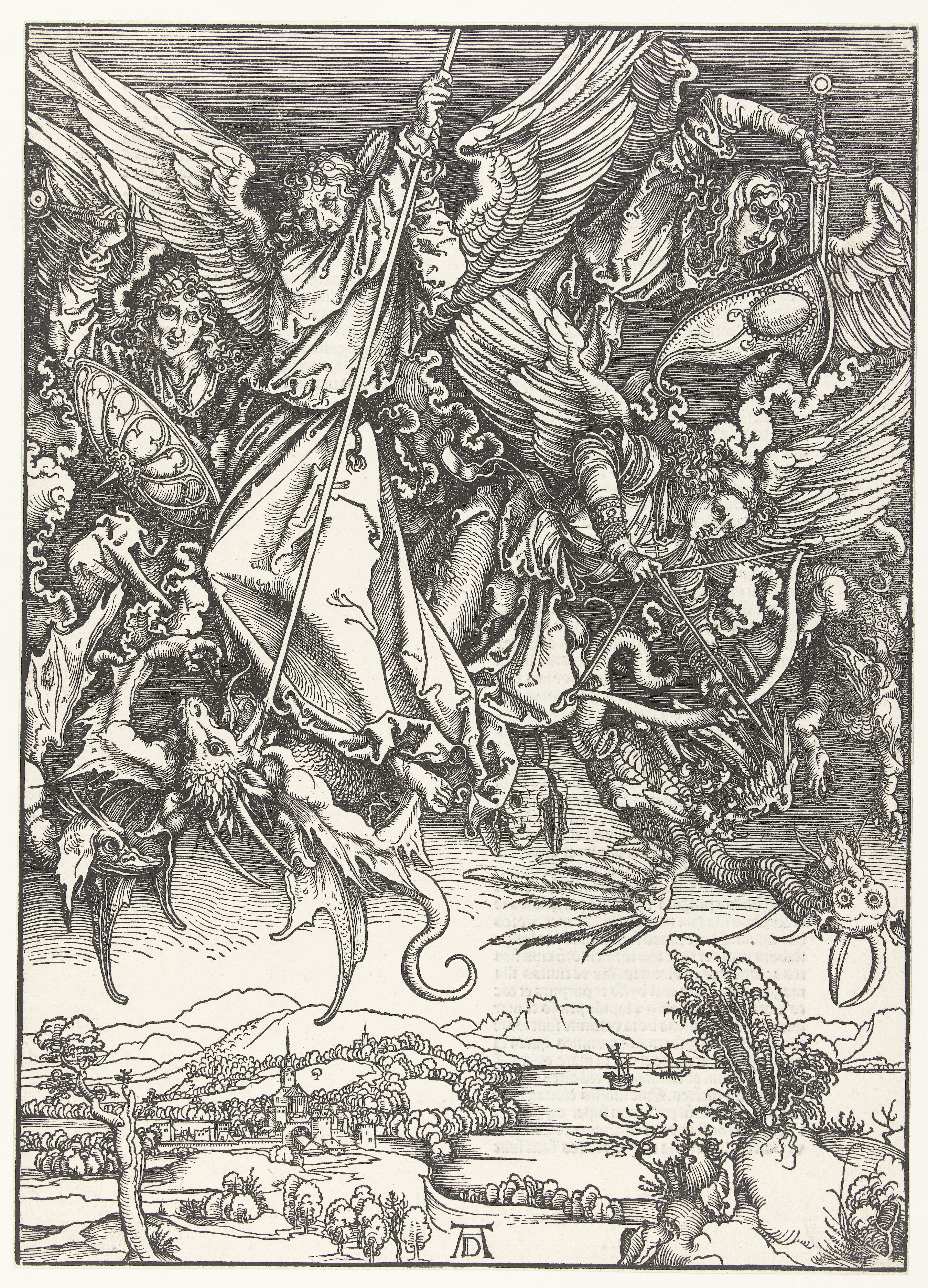
Albrecht Dürer, ca. 1500
Raffael, 1518
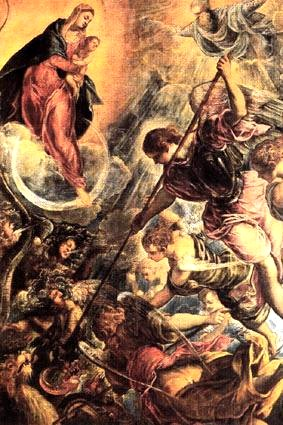
Jacopo Tintoretto, 1592
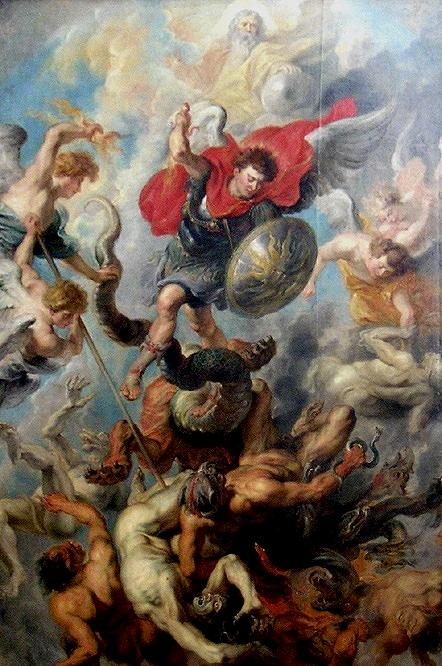
Peter Paul Rubens, ca. 1619
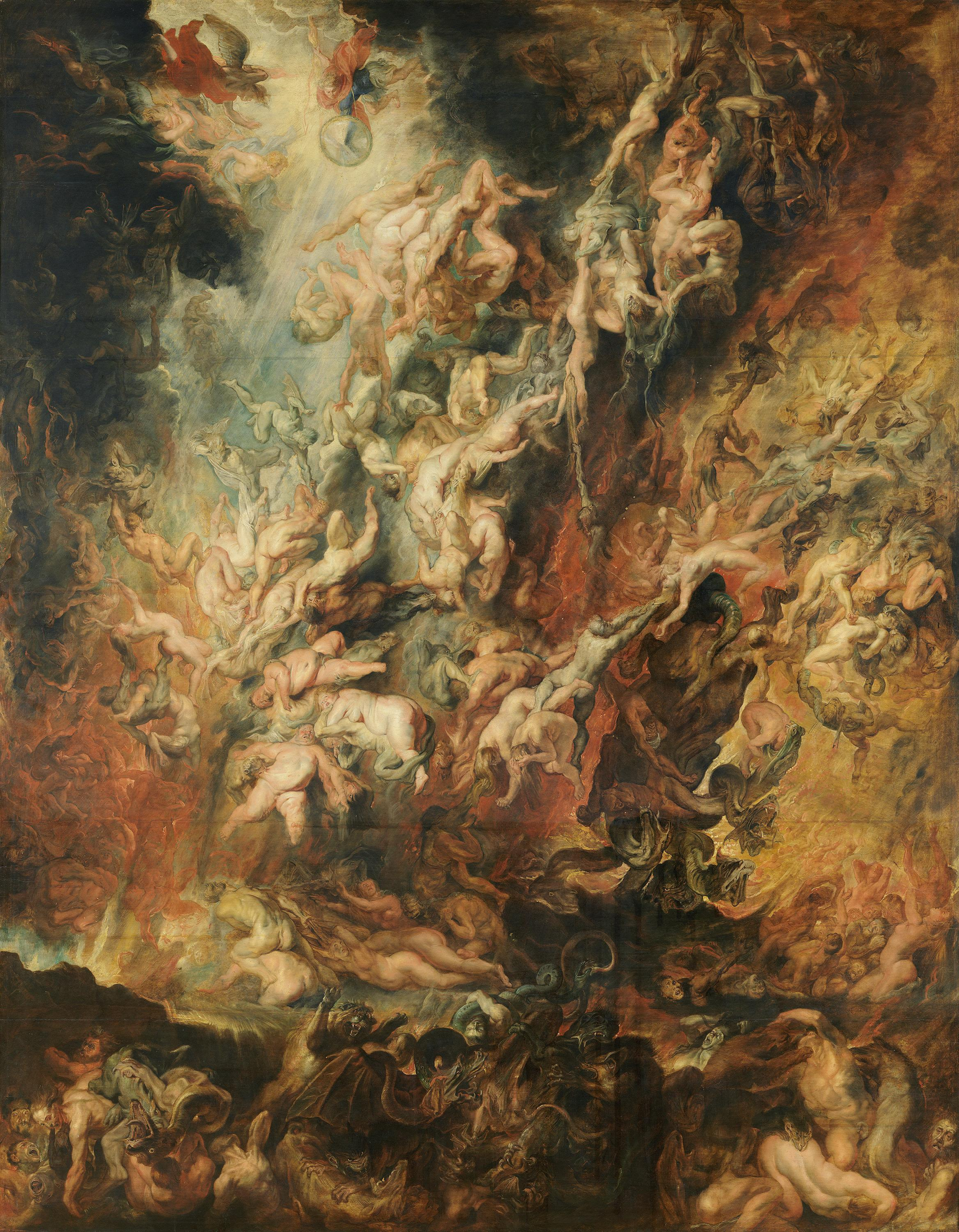
P. P. Rubens, ca. 1620
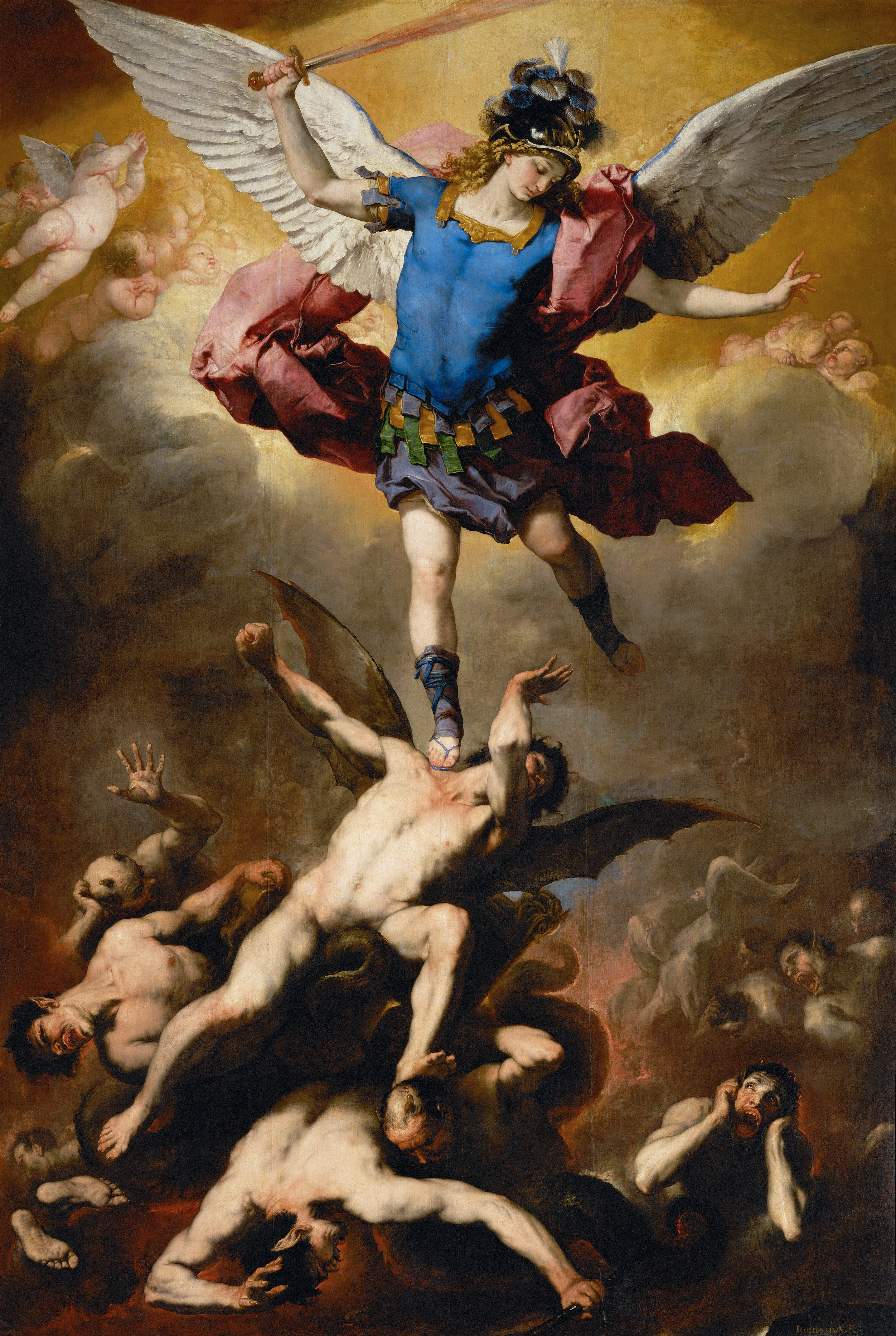
Luca Giordano, ca. 1655
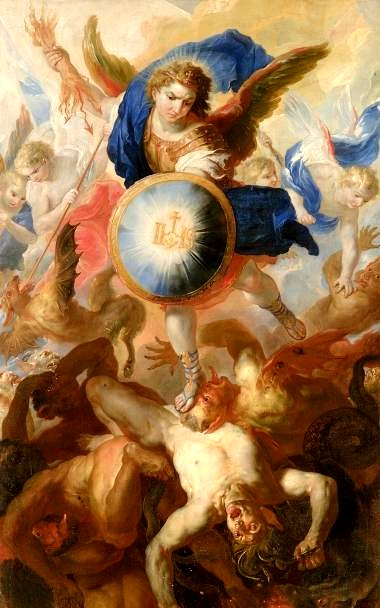
Johann Michael Rottmayr, 1697
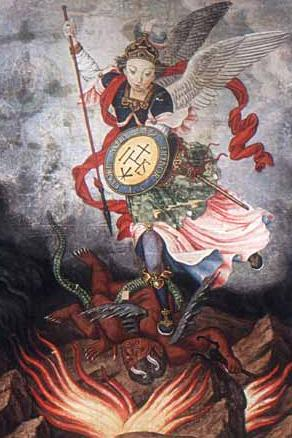
Giuseppe Castiglione, 18. Jh.
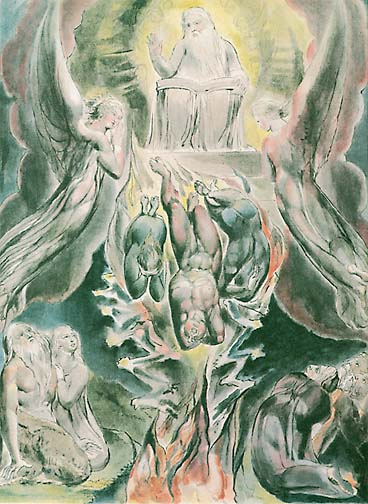
William Blake, 1826
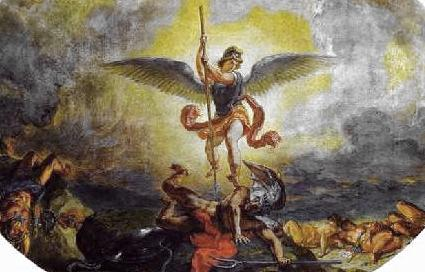
Eugène Delacroix, 1861
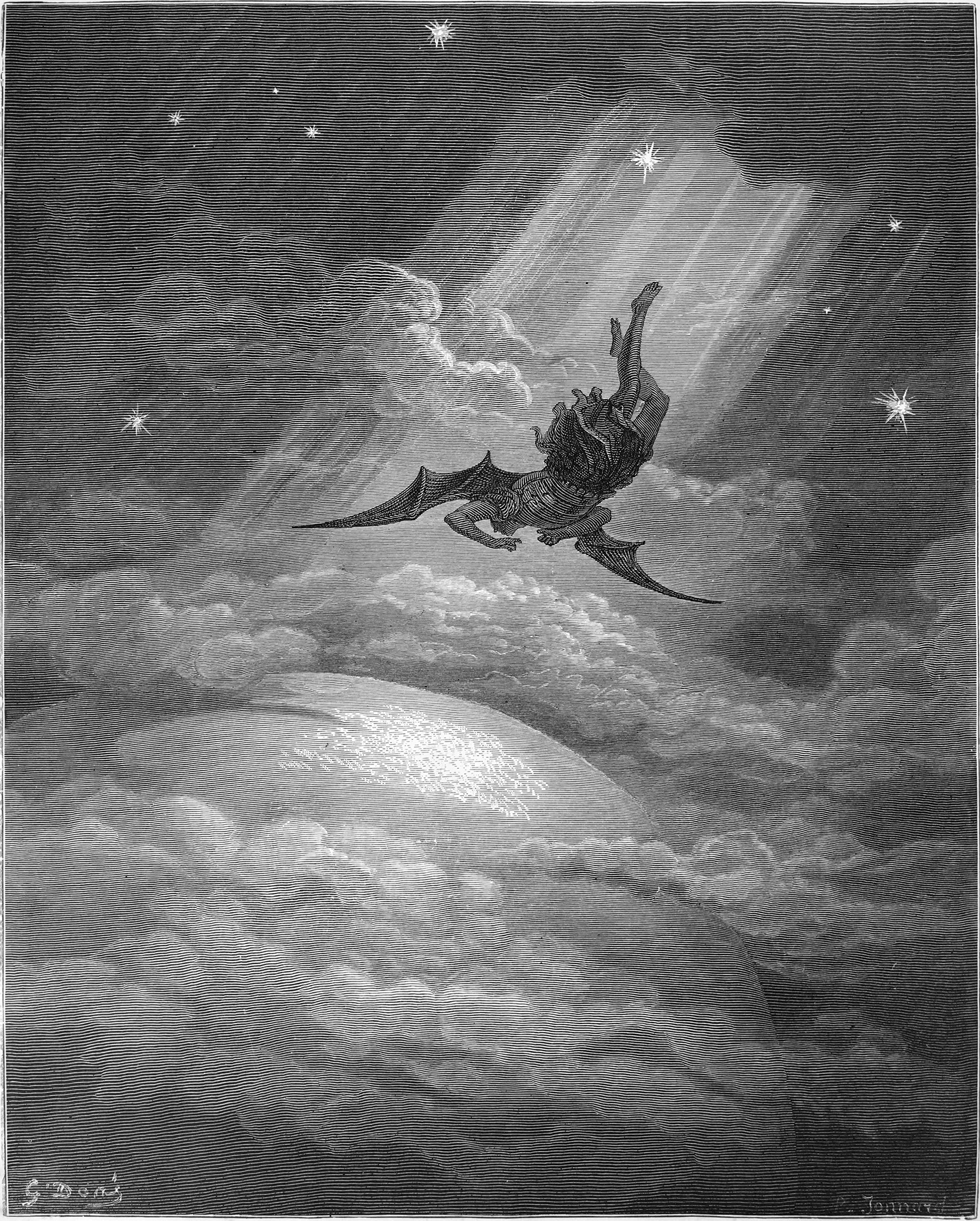
Gustave Doré, 1865
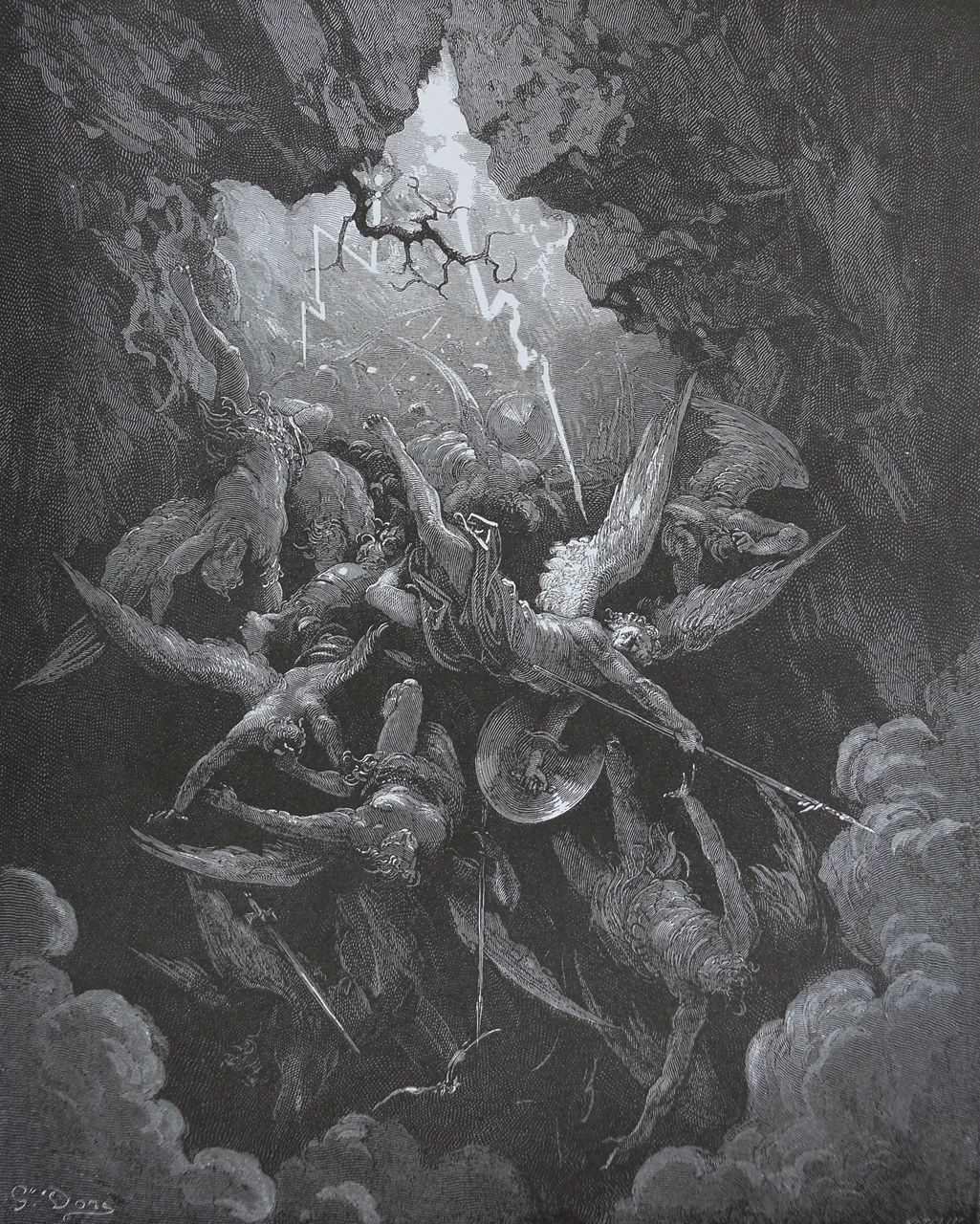
Gustave Doré, 1866
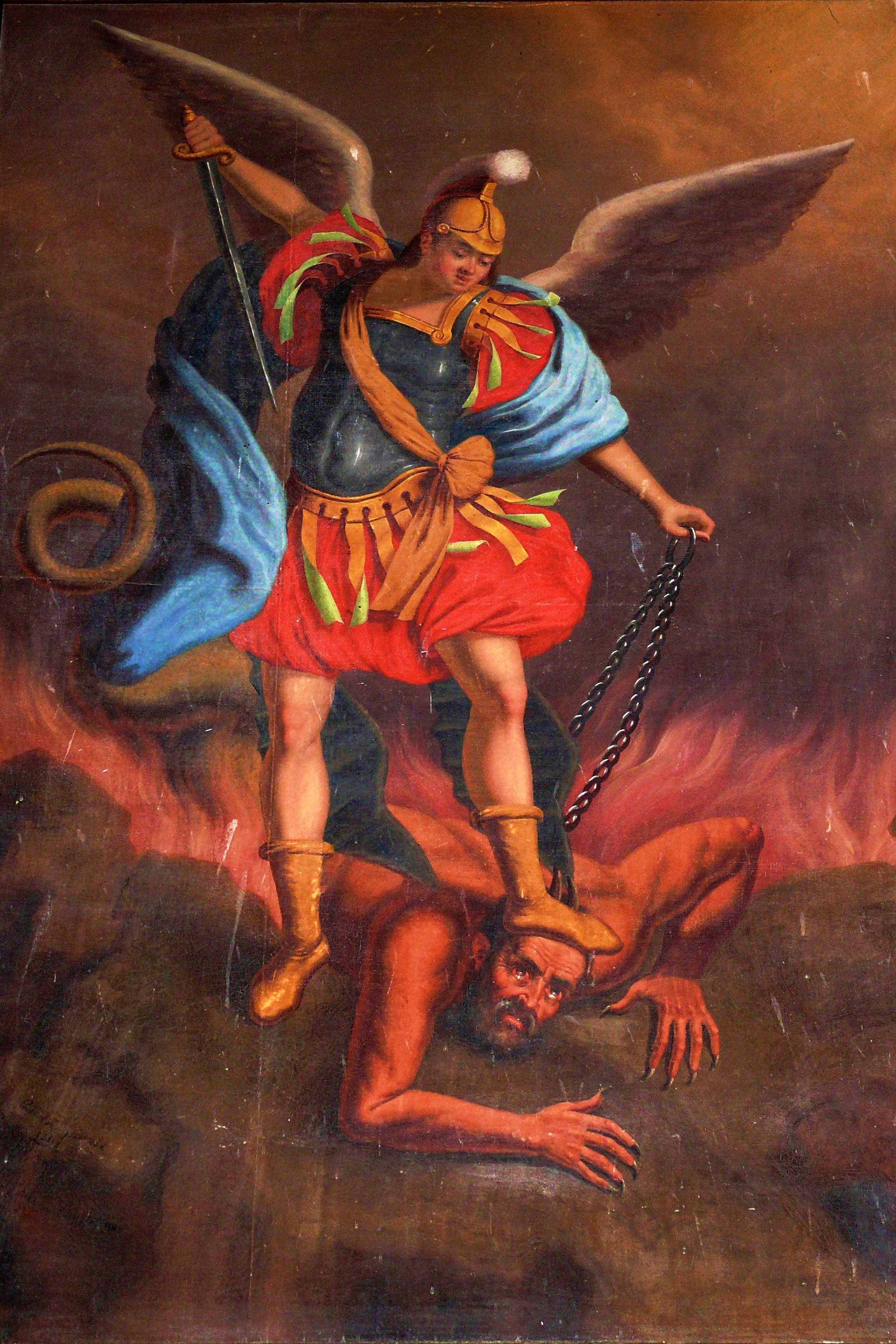
Höllensturz aus der Kirche von Roussillon (Frankreich)
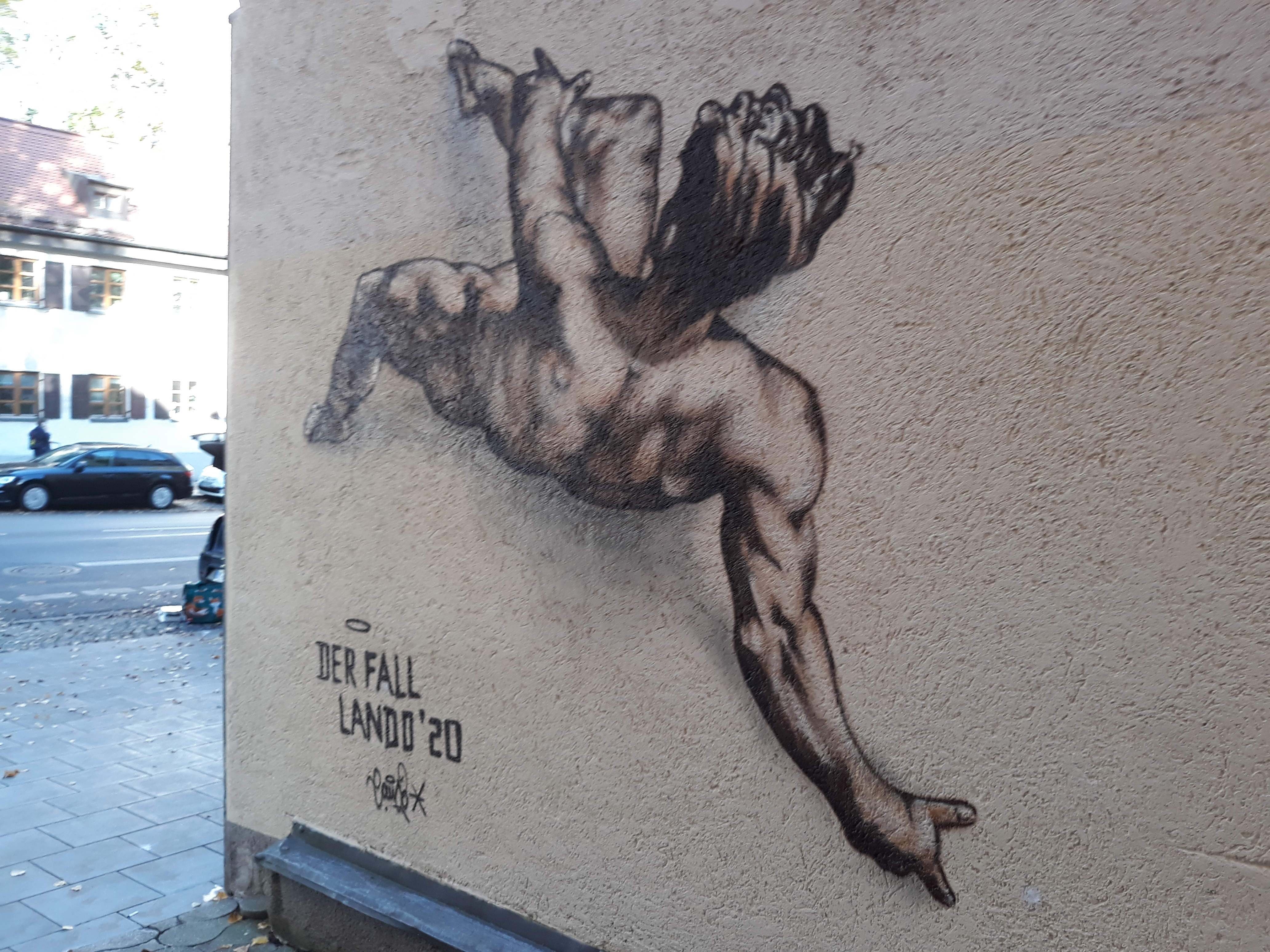
Der Fall, Lando, 2020

Das Motiv des gefallenen Engels behandelt originell der 1999 entstandene Film Dogma: Zwei Engel wollen zurück in den Himmel und riskieren (ungewollt) die Auslöschung allen Seins.
Die Episode 187 der Fernsehkrimiserie Derrick von 1990 trug den Titel Höllensturz.